# Манкейто (тауншип, Миннесота)
Манкейто (англ. Mankato) — тауншип в округе Блу-Эрт, Миннесота, США. На 2000 год его население составило 1833 человека.

## География
По данным Бюро переписи населения США площадь тауншипа составляет 76,4 км², из которых 74,9 км² занимает суша, а 1,6 км² — вода (2,07 %).

## Демография
По данным переписи населения 2000 года здесь находились 1 833 человека, 626 домохозяйств и 520 семей.  Плотность населения —  24,5 чел./км².  На территории тауншипа расположено 636 построек со средней плотностью 8,5 построек на один квадратный километр. Расовый состав населения: 98,09 % белых, 0,38 % афроамериканцев, 0,11 % коренных американцев, 0,87 % азиатов, 0,16 % — других рас США и 0,38 % приходится на две или более других рас. Испанцы или латиноамериканцы любой расы составляли 0,38 % от популяции тауншипа.
Из 626 домохозяйств в 42,8 % воспитывались дети до 18 лет, в 75,7 % проживали супружеские пары, в 4,3 % проживали незамужние женщины и в 16,8 % домохозяйств проживали несемейные люди. 13,1 % домохозяйств состояли из одного человека, при том 5,4 % из — одиноких пожилых людей старше 65 лет. Средний размер домохозяйства — 2,92, а семьи — 3,19 человека.
29,9 % населения младше 18 лет, 6,8 % в возрасте от 18 до 24 лет, 26,4 % от 25 до 44, 28,3 % от 45 до 64 и 8,7 % старше 65 лет. Средний возраст — 39 лет. На каждые 100 женщин приходилось 104,8 мужчин.  На каждые 100 женщин старше 18 приходилось 102 мужчины.
Средний годовой доход домохозяйства составлял 64 471 доллар, а средний годовой доход семьи —  67 143 доллара. Средний доход мужчин —  46 151  доллар, в то время как у женщин — 28 571. Доход на душу населения составил 27 189 долларов. За чертой бедности находились 2,0 % семей и 3,7 % всего населения тауншипа, из которых 4,8 % младше 18 и 5,5 % старше 65 лет.